# Deutsche Einband-Meisterschaft 1951/52

Veranstaltungsort: Köln

Die Deutsche Einband-Meisterschaft 1951/52 ist eine Billard-Turnierserie und fand am 29. März 1952 in Köln zum vierten Mal statt.

## Geschichte
Seinen ersten Titel im Einband gewann der Allrounder August Tiedtke. Dabei stellte er auch zwei neue deutsche Rekorde auf. Er verbesserte den Generaldurchschnitt (GD) auf 5,23 und die Höchstserie auf 42. Platz zwei sicherte sich der Kölner Josef Bolz vor dem Essener Ernst Rudolph.

## Modus
Gespielt wurde im Round Robin-Modus bis 150 Punkte.
Die Endplatzierung ergab sich aus folgenden Kriterien:
1. Matchpunkte
2. Generaldurchschnitt (GD)
3. Bester Einzeldurchschnitt (BED)
4. Höchstserie (HS)

## Teilnehmer (alphabetisch)
1. Josef Bolz (Köln)
2. Ernst Rudolph (Essen)
3. August Tiedtke (Düsseldorf)
4. Gerd Thielens (Gelsenkirchen)

## Turnierverlauf
| Name           | MP  | Pkte | Aufn. | ED   | HS |
| -------------- | --- | ---- | ----- | ---- | -- |
| 1. Spielrunde  |     |      |       |      |    |
| August Tiedtke | 2:0 | 150  | 18    | 8,33 | 42 |
| Josef Bolz     | 0:2 | 89   | 18    | 4,94 | 23 |
| Ernst Rudolph  | 2:0 | 150  | 37    | 4,05 | 18 |
| Gerd Thielens  | 0:2 | 101  | 37    | 2,72 | 19 |

| Name           | MP  | Pkte | Aufn. | ED   | HS |
| -------------- | --- | ---- | ----- | ---- | -- |
| 2. Spielrunde  |     |      |       |      |    |
| August Tiedtke | 2:0 | 150  | 34    | 4,41 | 20 |
| Gerd Thielens  | 0:2 | 57   | 34    | 1,67 | 17 |
| Ernst Rudolph  | 0:2 | 149  | 53    | 2,81 | 17 |
| Josef Bolz     | 2:0 | 150  | 53    | 2,83 | 14 |

| Name           | MP  | Pkte | Aufn. | ED   | HS |
| -------------- | --- | ---- | ----- | ---- | -- |
| 3. Spielrunde  |     |      |       |      |    |
| August Tiedtke | 2:0 | 150  | 34    | 4,41 | 26 |
| Ernst Rudolph  | 0:2 | 129  | 34    | 3,79 | 35 |
| Josef Bolz     | 2:0 | 150  | 52    | 2,88 | 11 |
| Gerd Thielens  | 0:2 | 147  | 52    | 2,82 | 15 |

## Abschlusstabelle
| MP    | Match Points (Sieger = 2; Unentschieden = 1; Verlierer = 0) |
| Pkte. | Erzielte Karambolagen                                       |
| Aufn. | Benötigte Versuche                                          |
| GD    | Generaldurchschnitt                                         |
| BED   | Bester Einzeldurchschnitt eines Spielers                    |
| HS    | Höchstserie                                                 |
|       | Bester GD des Turniers                                      |
|       | Bester ED des Turniers                                      |
|       | Beste HS des Turniers                                       |
|       | 1. Platz (Gold)                                             |
|       | 2. Platz (Silber)                                           |
|       | 3. Platz (Bronze)                                           |

| Klassement                | Klassement     | Klassement | Klassement | Klassement | Klassement | Klassement | Klassement |
| Platz                     | Name           | MP         | Pkte.      | Aufn.      | GD         | BED        | HS         |
| ------------------------- | -------------- | ---------- | ---------- | ---------- | ---------- | ---------- | ---------- |
| 1                         | August Tiedtke | 6:0        | 450        | 86         | 5,23       | 8,33       | 42         |
| 2                         | Josef Bolz     | 4:2        | 389        | 123        | 3,16       | 2,88       | 23         |
| 3                         | Ernst Rudolph  | 2:4        | 428        | 124        | 3,45       | 4,05       | 35         |
| 4                         | Gerd Thielens  | 0:6        | 305        | 123        | 2,47       | –          | 19         |
| Turnierdurchschnitt: 3,44 |                |            |            |            |            |            |            |